# Rebecca Zadig
Rebecca Zadig (27 juli 1982) is een Zweeds zangeres van Mexicaanse afkomst.
Zij kwam onder meer voor in het liedje Temptation dat in september 2005 uit kwam samen met de Iraanse zanger Arash. Dit liedje is een nieuwere versie van een eigen lied van haar, dat ook de titel "Temptation"  draagt, en wat al eerder uit werd gebracht. Verschil tussen de twee liedjes is dat de ene versie in het Perzisch is, terwijl het andere liedje in het Engels wordt gezongen. Rebecca Zadig zong ook al eerder in 2005 het liedje "Bombay dreams" dat in Zweden ook een succes werd.